# Mount Garibaldi
Mount Garibaldi är en potentiellt aktiv stratovulkan i Squamish-Lillooet Regional District i British Columbia 80 km norr om Vancouver, Kanada. Mount Garibaldi ligger i den södra delen av Coast Mountains och är det mest kända berget i bergskedjan. Mount Garibaldi är också British Columbias mest känd vulkan. Vulkanen ligger i Garibaldi Ranges vilket är en del av Pacific Ranges.
Denna kraftigt eroderade vulkankäglan är en del av den sydöstra delen av Garibaldi Provincial Park från vilken man kan se staden Squamish. Mount Garibaldi är den enda större vulkanen från Pleistocen som har en glaciär på toppen vad man vet. Även om en del av Garibaldi Volcanic Belt ligger inom Cascade Volcanic Arc anses inte Mount Garibaldi vara en del av Kaskadbergen.